# Premier League Snooker 2010
| Premier League Snooker 2010 |                       |
|                             |                       |
| Sieger                      | Ronnie O’Sullivan     |
| Austragungsort              | Großbritannien        |
| Eröffnung                   | 2. September 2010     |
| Endspiel                    | 28. November 2010     |
| Höchstes Break              | 139 Ronnie O’Sullivan |

Die Premier League Snooker 2010 ist ein Snookerturnier, das vom 2. September bis 28. November 2010 in verschiedenen Orten in Großbritannien ausgetragen wurde.
Im Finale bezwang Ronnie O’Sullivan den Vorjahressieger Shaun Murphy mit 7:1.

## Preisgeld
- Sieger: 30.000 £
- Finalist: 15.000 £
- Halbfinalisten: 5.000 £

- Frame-Gewinn: 1.000 £
- Century-Break: 1.000 £ (nur in der Gruppenphase)
- Maximum-Break: 25.000 £

- Insgesamt: 200.000 £

## Gruppenphase
(50+-Breaks sind in Klammern angegeben; Century-Breaks sind fettgedruckt.)
| Datum         | Ort               | Spieler 1         | Ergebnis | Spieler 2         | Framefolge                                                      |
| ------------- | ----------------- | ----------------- | -------- | ----------------- | --------------------------------------------------------------- |
| 2. September  | Southampton       | Shaun Murphy      | 5:1      | Ding Junhui       | 71–(51), 69–38, 0–128 (65, 63), (124)–0, (55) 86–31, (109)–0    |
| 2. September  | Southampton       | Ronnie O’Sullivan | 3:3      | Marco Fu          | 4–70 (63), (76, 61) 137–0, 34–71, (119) 141–0, 0–(87), (103)–36 |
| 16. September | Plymouth          | Mark Selby        | 2:4      | Mark Williams     | (101)–3, (84) 85–0, 0–(113), 52–61, 0–82, 3–73                  |
| 16. September | Plymouth          | Ronnie O’Sullivan | 3:3      | Ding Junhui       | 8–128 (122), 71–33, (119)–0, 0–95 (89), (67)–7, 44–53           |
| 30. September | Preston           | Marco Fu          | 4:2      | Shaun Murphy      | (76)–(55), 0–84, 0–83 (77), 68–54, (67) 72–1, 60–(55)           |
| 30. September | Preston           | Ding Junhui       | 3:3      | Mark Williams     | 36–76 (54), 0–90 (73), (68)–21, (65)–16, 16–63, 73–5            |
| 30. September | Preston           | Neil Robertson    | 2:4      | Mark Selby        | 25–67 (53), (69) 79–8, 0–108 (104), 55–74, (78)–0, 0–123 (119)  |
| 7. Oktober    | Brentwood         | Mark Selby        | 2:4      | Ding Junhui       | 0–123 (54, 59), (50) 70–49, 0–(78), 9–74 (69), 1–(103), (97)–0  |
| 7. Oktober    | Brentwood         | Shaun Murphy      | 3:3      | Ronnie O’Sullivan | 66–71, (90) 104–5, 0–(93), (71) 72–15, 64–51, 0–(110)           |
| 14. Oktober   | Inverness         | Mark Selby        | 5:1      | Marco Fu          | (90)–0, 24–101 (68), (64) 98–0, (53) 72–40, (131)–0, (90)–0     |
| 14. Oktober   | Inverness         | Neil Robertson    | 3:3      | Mark Williams     | 53–59, 79–39, 0–78 (70), (55) 82–25, 7–109 (105), (65) 73–1     |
| 21. Oktober   | Banbury           | Neil Robertson    | 6:0      | Ding Junhui       | (120)–0, 74–33, 72–44, 97–12, (87)–7, (51) 73–25                |
| 21. Oktober   | Banbury           | Marco Fu          | 3:3      | Mark Williams     | 63–45, 45–54, 0–125 (104), (51) 66–9, (78) 122–8, 0–(122)       |
| 28. Oktober   | Penrith           | Marco Fu          | 5:1      | Ding Junhui       | 94–2, 81–21, 65–0, (94)–5; 0–77 (71), (107)–20                  |
| 28. Oktober   | Penrith           | Ronnie O’Sullivan | 4:2      | Mark Williams     | (98) 99–0, (78) 123–0; 16–61, (70) 74–38; (50) 103–15; 4–78     |
| 4. November   | Weston-super-Mare | Marco Fu          | 4:2      | Neil Robertson    | 44–82 (70), 77–12, 58–(57), 83–82, (67) 74–39, 28–(90)          |
| 4. November   | Weston-super-Mare | Shaun Murphy      | 3:3      | Mark Selby        | (80)–0, 0–(100), (52, 58) 114–3, 19–60, 0–(91), 96–64 (56)      |
| 11. November  | Grimsby           | Shaun Murphy      | 4:2      | Mark Williams     | (64) 69–36, (97) 101–0, 0–84 (54), 69–58, 61–58, 63–35          |
| 11. November  | Grimsby           | Ronnie O’Sullivan | 5:1      | Neil Robertson    | (80) 83–40, 85–20, (84) 128–0, (130) 134–0, 32–64, (79)–(59)    |
| 18. November  | Llandudno         | Ronnie O’Sullivan | 5:1      | Mark Selby        | (56) 67–49, 68–43, (80) 87–12, 48–79, (116)–4, 66–52            |
| 18. November  | Llandudno         | Shaun Murphy      | 2:4      | Neil Robertson    | 56–17, 33–(67), 0–(116), (98) 108–0, 0–(124), 29–70 (52)        |

### Tabelle
Die besten 4 Spieler qualifizieren sich für die Finalrunde. Ein Sieg gibt zwei Punkte, ein Unentschieden einen Punkt. Bei gleicher Punktzahl entscheidet die Anzahl der gewonnenen Frames. Bei gleicher Anzahl gewonnener Frames entscheidet das direkte Duell. Endete das direkte Duell unentschieden (3:3), so erhält der Spieler den höheren Tabellenrang, der als Erster 3 Frames im direkten Duell gewann.
| Platz |                   | SUL | FU | MUR | ROB | WIL | SEL | DIN | Punkte | Frames | S–U–N |
| ----- | ----------------- | --- | -- | --- | --- | --- | --- | --- | ------ | ------ | ----- |
| 1     | Ronnie O’Sullivan | x   | 3  | 3   | 5   | 4   | 5   | 3   | 9      | 23:13  | 3–3–0 |
| 2     | Marco Fu          | 3   | x  | 4   | 4   | 3   | 1   | 5   | 8      | 20:16  | 3–2–1 |
| 3     | Shaun Murphy      | 3   | 2  | x   | 2   | 4   | 3   | 5   | 6      | 19:17  | 2–2–2 |
| 4     | Neil Robertson    | 1   | 2  | 4   | x   | 3   | 2   | 6   | 5      | 18:18  | 2–1–3 |
| 5     | Mark Williams     | 2   | 3  | 2   | 3   | x   | 4   | 3   | 5      | 17:19  | 1–3–2 |
| 6     | Mark Selby        | 1   | 5  | 3   | 4   | 2   | x   | 2   | 5      | 17:19  | 2–1–3 |
| 7     | Ding Junhui       | 3   | 1  | 1   | 0   | 3   | 4   | x   | 4      | 12:24  | 1–2–3 |

## Finalrunde
|  | Halbfinale (Best of 9) 27. November 2010 Hopton-on-Sea | Halbfinale (Best of 9) 27. November 2010 Hopton-on-Sea | Halbfinale (Best of 9) 27. November 2010 Hopton-on-Sea |  |  | Finale (Best of 13) 28. November 2010 Hopton-on-Sea | Finale (Best of 13) 28. November 2010 Hopton-on-Sea | Finale (Best of 13) 28. November 2010 Hopton-on-Sea |
|  |                                                        |                                                        |                                                        |  |  |                                                     |                                                     |                                                     |
|  |                                                        |                                                        |                                                        |  |  |                                                     |                                                     |                                                     |
|  | 1                                                      | Ronnie O’Sullivan*                                     | 5                                                      |  |  |                                                     |                                                     |                                                     |
|  | 4                                                      | Neil Robertson                                         | 1                                                      |  |  |                                                     |                                                     |                                                     |
|  |                                                        |                                                        |                                                        |  |  |                                                     | Ronnie O’Sullivan***                                | 7                                                   |
|  |                                                        |                                                        |                                                        |  |  |                                                     | Shaun Murphy                                        | 1                                                   |
|  | 2                                                      | Marco Fu                                               | 2                                                      |  |  |                                                     |                                                     |                                                     |
|  | 3                                                      | Shaun Murphy**                                         | 5                                                      |  |  |                                                     |                                                     |                                                     |
|  |                                                        |                                                        |                                                        |  |  |                                                     |                                                     |                                                     |

### Framefolge
* (61) 74–34, 8–91 (65), (82) 90–0, (139)–0, (102)–0, (77) 78–52 (51)

** (83)–0, 70–5, 0–116 (103), 0–(81), 0–(97), 0–97 (69), 0–72 (68)

*** (74) 81–12, (123)–0, (59) 82–34, 84–32, 67–35, 43–68, (68) 77–0, (51) 83–28

## Qualifikation
Marco Fu qualifizierte sich mit dem Gewinn der Championship League 2010 für dieses Turnier. Alle weiteren Spieler wurden eingeladen.

## Century-Breaks
- (139), 130, (123), 119, 119, 116, 110, 103, (102) Ronnie O’Sullivan
- 131, 119, 104, 101, 100 Mark Selby
- 124, 120, 116 Neil Robertson
- 124, 109, (103) Shaun Murphy
- 122, 113, 105, 104 Mark Williams
- 122, 103 Ding Junhui
- 107 Marco Fu

(In der Finalrunde erreichte Century-Breaks stehen in Klammern.)